# جون كامبل (مقدم تلفزيوني)
جون كامبل (بالإنجليزية: John Campbell)‏ هو مقدم تلفزيوني نيوزيلندي، ولد في 10 فبراير 1964 في ويلينغتون في نيوزيلندا.

## وصلات خارجية
- جون كامبل على موقع IMDb (الإنجليزية)